# Варшава-Вавер
Варша́ва-Ва́вeр (пол. Warszawa Wawer) — железнодорожная станция расположенная в Варшаве в районе Вавер. Имеет 1 платформу и 2 пути.
Станция построена на железнодорожной линии Варшава-Восточная — Дорогуск в 1877 году, когда эта территория была в составе Царства Польского.